# 久礼田村
久礼田村（くれだむら）は、高知県長岡郡にあった村。現在の南国市の北東部、高知自動車道・南国インターチェンジの東側一帯にあたる。

## 地理
- 河川：領石川、新改川

## 歴史
- 1889年（明治22年）4月1日 - 町村制の施行により、植田村・植野村・久礼田村・領石村の区域をもって発足。
- 1956年（昭和31年）9月30日 - 後免町・上倉村・瓶岩村・国府村・長岡村と合併し、改めて後免町が発足。同日久礼田村廃止。

## 交通

### 道路
- 国道32号

現在は旧村域に高知自動車道の南国インターチェンジが所在するが、当時は未開通。